# 하이델베르크 RK

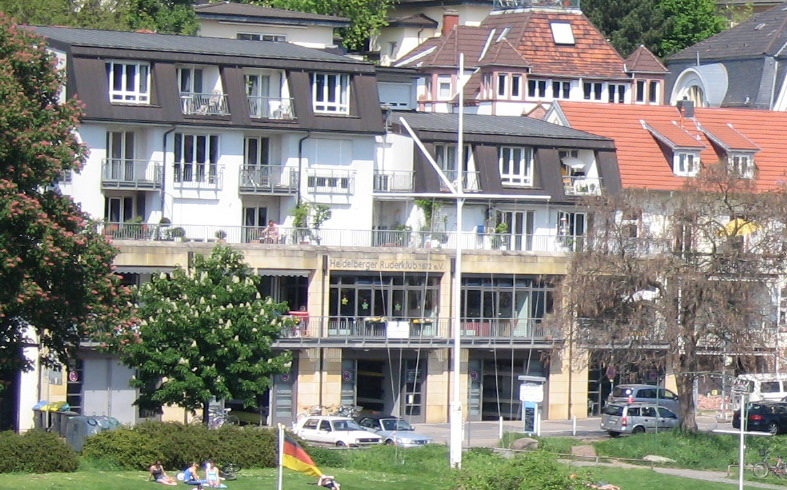

하이델베르거 루더크루프 1872(Heidelberger Ruderklub 1872 e.V.)은 1872년 창단한 독일 하이델베르크의 프로 럭비 유니온과 조정 팀이다. 현재 럭비-분데스리가에 참가하고 있다.